# Pontocaris arafurae
Pontocaris arafurae is een garnalensoort uit de familie van de Crangonidae. De wetenschappelijke naam van de soort is voor het eerst geldig gepubliceerd in 1988 door Bruce.